# Le Ghetto intérieur
Le Ghetto intérieur est un roman de Santiago Amigorena paru le 22 août 2019 aux éditions P.O.L.

## Résumé
Vicente Rosenberg, d'ascendance juive, est amené à émigrer en Argentine en 1928. Il se marie avec Rosita Szapire et a trois enfants. En 1940, Gustawa Goldwag, sa mère restée en Europe, vit dans le ghetto de Varsovie en Pologne. Vicente est sans nouvelle d'elle depuis trois mois. Au début de la guerre, Vicente fait tout pour ignorer la situation en Europe mais finit par y être confronté. Rongé par le remords de n'avoir pas poussé sa mère à émigrer avec lui, Vicente sombre dans un mutisme constant. Après la guerre, Vicente apprend que sa mère est morte dans le camp d'extermination de Treblinka II.  

## Réception critique
Le roman est globalement très bien accueilli par la critique lors de sa parution,,,. Il est retenu dans les premières listes des principaux prix littéraires français (dont le prix Goncourt, prix Médicis et le prix Renaudot) et reçoit le 9 septembre 2019 le prix des libraires de Nancy – Le Point lors du salon Livre sur la place à Nancy.

## Traductions
Allemagne : Aufbau
Brésil : Todavia 
Bulgarie : Colibri
Chine : Haitian Publishing House
Espagne (castillan) : Edicions 62
Espagnol (catalan) : Literatura Random House 
Grèce : Gutenberg 
Israël : Kinneret Zmora 
Italie : Neri Pozza 
Japon : Kawade Shobo Shinsha 
Lituanie : Alma Littera 
Pays-Bas : De Arbeiderspers
Pologne : Wydawnictwo Literackie
Roumanie : Litera
Suède : Faethon Bokförlaget

## Éditions
- Éditions P.O.L, 2019  (ISBN 978-2-8180-4781-1)[6]